# Aleksandr Arbuzov
Aleksandr Yermininguéldovich Arbuzov (en ruso Александр Ерминингельдович Арбузов; 12 de octubre de 1877 - 22 de enero de 1968) fue un químico soviético que descubrió la reacción de Michaelis-Arbuzov.
Nacido en Bilyarsk, Arbuzov estudió en la Universidad Federal de Kazán con Aleksandr Záitsev. Se graduó en 1900 y se convirtió en profesor en la misma universidad en 1911. Después de la Segunda Guerra Mundial fue puesto a cargo del Instituto Soviético de Química Orgánica.
Arbuzov recibió el Premio Stalin en 1943.
Además de su investigación científica, Arbuzov también escribió Un breve esbozo del desarrollo de la química orgánica en ruso (1948).